# Museo di belle arti della Virginia
Il Museo di belle arti della Virginia (Virginia Museum of Fine Arts o VMFA) è una galleria d'arte di Richmond, negli Stati Uniti d'America, aperta nel 1936.
Proprietario e gestore del museo è lo Stato della Virginia, mentre donazioni private, fondazioni e fondi sono utilizzati per sostenere programmi specifici e per tutte le acquisizioni di opere d'arte, oltre che come risorsa supplementare.
L'ingresso è gratuito, tranne che per le mostre speciali.
Si tratta di uno dei primi musei nel sud degli Stati Uniti d'America ad essere gestito con fondi dello stato.
Il VMFA e l'adiacente Virginia Historical Society sono i pilastri del "Distretto museo" di Richmond (conosciuto anche come "West of Boulevard").

## la storia del museo

### Origini
Le origini del Museo di belle arti della Virginia risalgono al 1919, quando lo stato della Virginia ricevette una donazione di 50 dipinti da John Barton Payne, giudice e illustre cittadino dello stato. Payne, in collaborazione con il governatore della Virginia John Garland Pollard e la Works Projects Administration, nel 1932 ottenne un finanziamento federale per il museo, che si aggiunse a quello statale. Finalmente, per la costruzione del museo fu scelto un sito sul Boulevard di Richmond. Il sito si trovava sull'angolo di un'area che occupava sei isolati contigui ed ospitava un ricovero per i veterani della guerra civile americana, che forniva anche servizi alle loro mogli e figlie: lo stato ne aveva acquisito la proprietà in cambio di uno stanziamento a favore del ricovero.
L'edificio principale fu progettato dallo studio Peebles and Ferguson Architects di Norfolk, e il suo stile è stato descritto a volte come revival coloniale, a volte come barocco inglese, con elementi ispirati a Inigo Jones e Christopher Wren.
Il progetto originale prevedeva un edificio a due ali, ma soltanto la porzione centrale fu realizzata. Il museo aprì il 16 gennaio 1936.

### Espansione ed acquisizioni

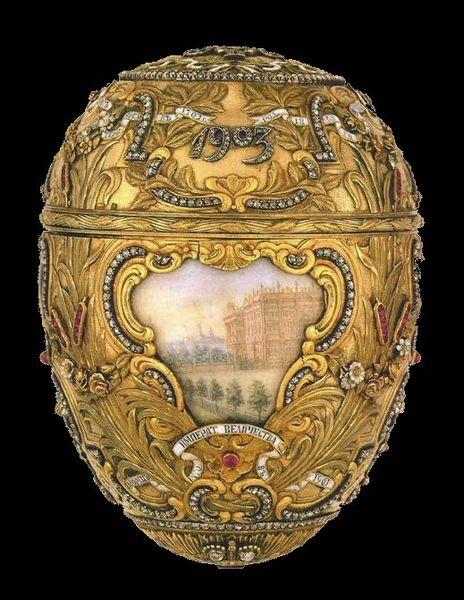
L'Uovo di Pietro il Grande. fabbricato da Fabergé, fu donato al museo nel 1947.

Nel 1947 fu donata al VMFA la Collezione Lillian Thomas Pratt, formata da circa 150 oggetti di gioielleria di Peter Carl Fabergé ed altri laboratori russi, tra i quali la più grande collezione di Uova Fabergé al di fuori della Russia. Sempre nel 1947 il museo ricevette la "T. Catesby Jones Collection of Modern Art". Negli anni cinquanta giunsero altre donazioni, da Adolph D. Williams e Wilkins C. Williams, e da Arthur e Margaret Glasgow, in particolare, vennero i primi fondi utilizzati per acquisizioni.
Leslie Cheek Jr., il cui padre costruì il Cheekwood Botanical Garden and Museum of Art, divenne direttore del museo nel 1948. La sua direzione si distinse per aver avuto un notevole impatto sullo sviluppo dell'istituzione; il suo necrologio nel New York Times osservò che egli "trasformò [il VMFA] da una piccola galleria locale a un centro culturale di fama nazionale."
Tra le innovazioni di Cheek vi furono, nel 1953, la prima "Artmobile" al mondo, un autoarticolato che ospitava mostre destinate alle zone rurali (utilizzato prima che esistessero musei locali); e nel 1960 l'introduzione delle prime aperture serali in un museo d'arte, per renderlo accessibile a un pubblico più vasto.
In questo periodo Cheek coltivò un certo grado di spettacolarizzazione negli allestimenti; ad esempio, drappeggi in velluto per l'installazione della collezione Fabergé, l'ambientazione "da tomba" delle collezioni egizie, e l'uso di musica per creare l'atmosfera adatta nelle sale. Fu durante il mandato di Cheek come direttore che, nel 1954, fu costruito il primo ampliamento del museo, su progetto dello studio Merrill C. Lee, Architects, di Richmond. La nuova ala, finanziata in parte da Paul Mellon, comprendeva anche un teatro, con l'obiettivo di riunire le arti figurative e quelle dello spettacolo in un unico edificio.

### Ampliamenti successivi
Il secondo ampliamento, l'ala sud, fu progettato dallo studio Baskervill & Son Architects di Richmond e completato nel 1970. Comprendeva quattro nuove gallerie permanenti e un'ampia galleria per l'esposizione di oggetti presi in prestito, una nuova biblioteca, un laboratorio fotografico, magazzini e uffici. Una donazione in denaro del 1971, da Sydney e Frances Lewis di Richmond, permise l'acquisizione di oggetti e arredamenti Art Nouveau.
Nel 1976 fu completato un terzo ampliamento, l'ala nord, progettato dallo studio Hardwicke Associates, Inc., Architects di Richmond. Adiacente ad esso fu costruito un giardino con sculture e una fontana a cascata dell'architetto paesaggista Lawrence Halprin.. L'ala nord serviva da nuovo ingresso principale per il museo, con un ingresso separato per il teatro; conteneva inoltre tre nuove gallerie, di cui due per mostre temporanee e una per la collezione art nouveau della famiglia Lewis, una sala da pranzo, un negozio e altri servizi per i visitatori. Ma le pareti ricurve dovute alla sua forma "a fagiolo" si dimostrarono poco funzionali e inadatte all'uso previsto, e ciò ebbe un peso notevole nella successiva decisione di sostituirla con un nuovo edificio. L'ala nord fu infatti demolita per lasciare spazio all'ala McGlothlin del 2010.
Negli anni seguenti, le famiglie Lewis e Mellon offrirono importanti donazioni dalle loro ampie collezioni private, e aiutarono a reperire i fondi necessari per ospitarle. Nel dicembre 1985 il museo aprì il suo quarto ampliamento, l'ala ovest, della superficie di 8400 m2. Furono i Lewis a scegliere il progettista, lo studio Hardy Holzman Pfeiffer Associates di New York, dopo che questo ebbe progettato la sede centrale della Best Products, una catena di negozi di cui i Lewis erano proprietari. L'ala ovest ora ospita le collezioni Lewis e Mellon.

### Riprogettazione dell'area

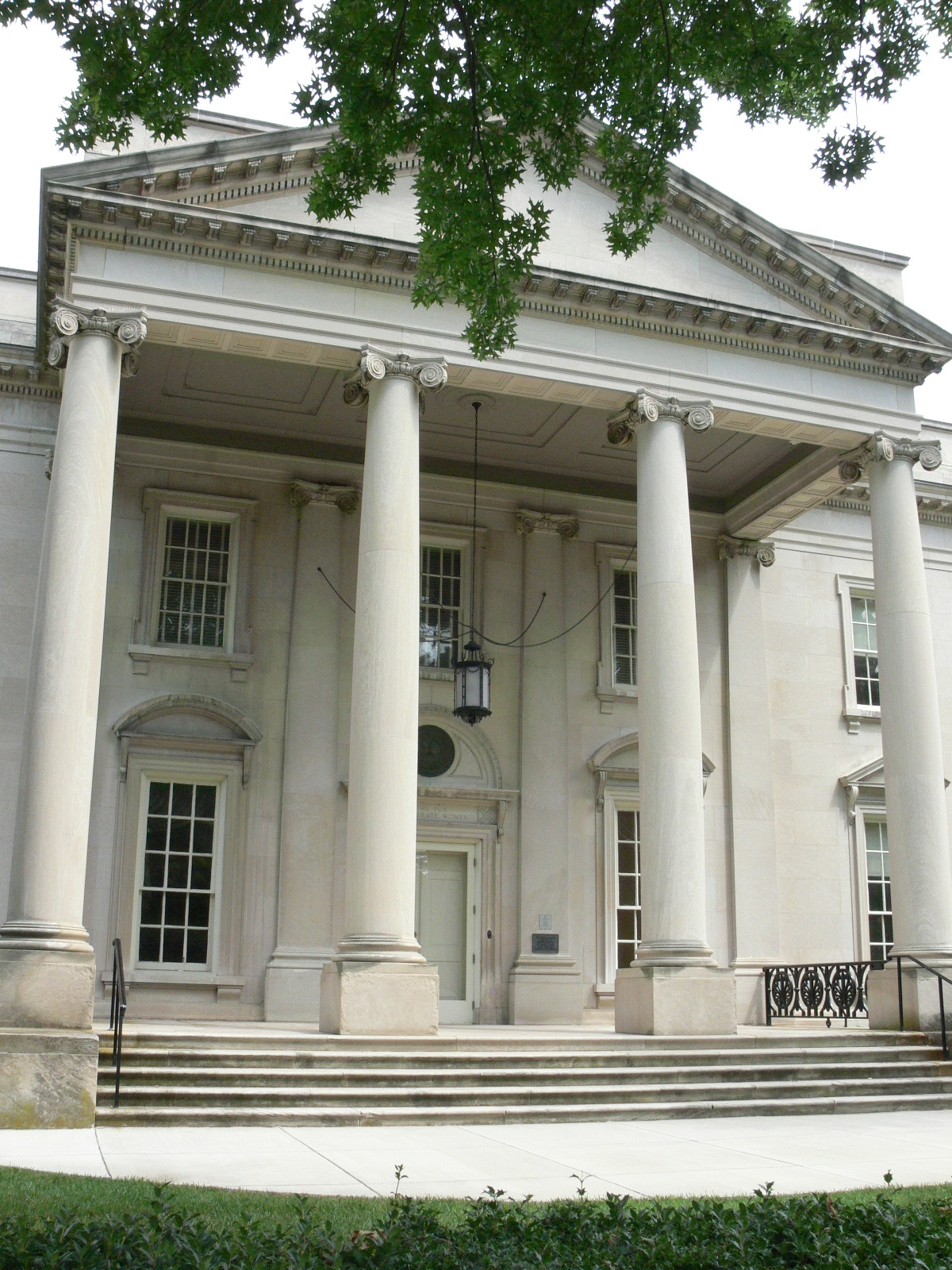
La sede del Pauley Center, già Home for Confederate Women

All'inizio degli anni 1990 le attività della Confederate Home for Women erano cessate, e le ultime residenti si erano trasferite altrove. Nella ex residenza femminile, nel 1999 aprì il Center for Education and Outreach (ora Pauley Center), comprendente l'Office of Statewide Partnerships del museo. Alla fine, la parte restante dell'area che ospitava i servizi per i veterani, già di proprietà dello stato, fu trasferita al Museo, che poté così mettere a punto, a partire dal 2001, un progetto unitario per l'intera area, che aveva la superficie complessiva di circa 55.000 m2, ed era collocata in una parte della città che per il resto era interamente edificata.
Nel maggio 2010 il museo inaugurò un ampliamento dei suoi edifici del costo di 150 milioni di dollari, con una superficie aggiuntiva di 15.300 m2, equivalenti a un aumento degli spazi espositivi di quasi il 50%. Mentre l'ala del 1976 era orientata all'interno verso un parcheggio, la nuova ala riportò l'ingresso verso il Boulevard, oltre a riaprire l'ingresso originale del 1936. Il progetto comprende un atrio dell'altezza di tre piani, intitolato a Louise B. e J. Harwood Cochrane, con una vetrata alta 12 metri verso est e ampie pareti in vetro verso ovest, e una copertura in parte realizzata in vetro. L'edificio fu costruito su progetto congiunto dell'architetto londinese Rick Mather e dello studio SMBW Architects di Richmond, mentre la progettazione degli spazi esterni fu affidata allo studio OLIN di Filadelfia. Gli spazi esterni comprendevano un nuovo giardino con sculture intitolato ai filantropi E. Claiborne e Lora Robins. La nuova ala è intitolata a James W. e Frances G. McGlothlin, finanziatori del museo; è dedicata principalmente all'arte americana, e per sostenere l'installazione e l'interpretazione delle sue collezioni americane il museo ricevette nel 2008 una donazione di 200.000 dollari dalla Fondazione Luce. L'ampliamento fu premiato con uno dei RIBA International Award per l'architettura 2011.

## Collezioni permanenti
Il Museo ha suddiviso le sue collezioni enciclopediche in diversi ampi dipartimenti, che corrispondono largamente alle gallerie:
- Arte africana: nel 1994 e 1995 il Museo espose la sua intera collezione di arte africana, comprendente 250 oggetti, nella mostra "Spirit of the Motherland: African Art at the Virginia Museum of Fine Arts." Alla data del 2011, il numero di oggetti compresi nella collezione è aumentato a 500; sono particolarmente rappresentate l'arte del regno Kuba, quelle degli Akan, degli Yoruba e dei Kongo, e quella del Mali.[22]
- Arte americana: la collezione di arte americana ebbe inizio con 20 opere della donazione John Barton Payne.[23] A partire dagli anni 1980, il museo ha iniziato a incrementare sistematicamente la sua collezione di arte americana, anche grazie a una sovvenzione del 1988 di Harwood e Louise Cochrane destinata ad acquisizioni in questo settore.[23]

Nel 2005 la famiglia McGlothlin promise un lascito della sua collezione di arte americana e sostegno economico, per un valore stimato di oltre 100 milioni di dollari.
- Arte americana antica
- Arte antica: fondata nel 1936, la collezione di arte antica crebbe sotto la direzione di Leslie Cheek, con la consulenza del Brooklyn Museum e di altre istituzioni.[24] La collezione consiste di opere delle civiltà dell'antico Egitto, dell'antica Grecia, frigia, etrusca, romana e bizantina.[25] Comprende una delle due mummie egizie presenti nella città di Richmond, "Tjeby" (l'altra si trova all'Università di Richmond).[24][26]
- Art Nouveau e Art Deco: il suo nucleo originario consiste della collezione di arredamento e arti decorative che la famiglia Lewis iniziò a raccogliere nel 1971; oggi comprende opere Art Nouveau di Hector Guimard, Émile Gallé, Louis Majorelle, Louis Comfort Tiffany, opere della Secessione viennese e di Peter Behrens, opere di esponenti del movimento Arts and Crafts come Charles Rennie Mackintosh, Frank Lloyd Wright, Gustav Stickley e Greene & Greene, e opere dell'Art déco parigina di Eileen Gray e Émile-Jacques Ruhlmann.[12]
- Arte dell'Asia orientale: avviata nel 1941, la collezione dedicata all'Asia orientale consiste di oggetti delle arti cinese, giapponese e coreana. Tra essi vi sono giade cinesi, bronzi e sculture buddiste, sculture giapponesi, dipinti da Kyoto, e ceramiche e bronzi coreani provenienti da due collezioni private. Nel 2004 la collezione fu arricchita da due stupendi dipinti buddisti imperiali della dinastia Qing, risalenti al 1740. La collezione comprende anche la raccolta di Rene e Carolyn Balcer di opere di Kawase Hasui, artista giapponese di xilografie: la raccolta comprende circa 800 tra opere, stampe xilografiche, paraventi, acquerelli e altre opere di Hasui, tra cui rare stampe eseguite prima del terremoto del 1923 che distrusse la metà della città di Tokyo.[27]
- Arte europea: la collezione europea ebbe inizio con la donazione Payne del 1919, e da allora è cresciuta fino a comprendere opere di Bacchiacca, Murillo, Poussin, Rosa, Gentileschi, Goya e Bouguereau.[12]

Nel 1970 Ailsa Mellon Bruce donò circa 450 oggetti decorativi di provenienza europea, tra cui un gruppo di scatole in oro, porcellana e smalto del XVIII e XIX secolo.
Dalle donazioni di Paul Mellon's vennero opere dell'impressionismo e del post-impressionismo francese e una collezione di arte britannica comprendente opere di soggetto venatorio ed equestre, pervenuta al Museo nel 1983. Alla sua morte nel 1999, Mellon lasciò al Museo altre opere francesi e britanniche, tra cui cinque dipinti di George Stubbs.
- Argenti inglesi: nel 1997 una collezione di argenti inglesi dei secoli XVIII e XIX fu donata al Museo da Jerome e Rita Gans.
- Fabergé: la collezione Pratt di opere di Fabergé comprende cinque Uova di Pasqua Imperiali: l'Uovo di cristallo del 1896, l'Uovo del pellicano del 1898, l'Uovo di Pietro il Grande del 1903, l'Uovo dello carevič del 1912, e l'Uovo della Croce Rossa con ritratti del 1915.[7]
- La collezione di arte dell'Asia meridionale comprende opere provenienti dalle attuali India, Pakistan, Bangladesh, Sri Lanka, Nepal e Tibet. La collezione ebbe inizio alla fine degli anni sessanta del Novecento, con il nucleo iniziale della collezione Himalayana ricevuto nel 1968.[28] Quando fu completata l'ala del 2010, un padiglione da giardino del tardo periodo moghul del peso di 25 tonnellate, proveniente dal Rajasthan, fu installato all'interno delle gallerie.[29]
- Moderna e Contemporanea: il nucleo della collezione moderna e contemporanea fu riunito da Sydney e Frances Lewis fra la metà e la fine del XX secolo. Molte degli oltre 1200 pezzi nella loro collezione furono acquisiti grazie alla fornitura di prodotti (come elettrodomestici e apparecchi elettronici) offerti dalla loro azienda Best Products ad artisti, in cambio di loro opere; allo stesso tempo i Lewis strinsero amicizia con molti di essi.[14][30]

## Galleria d'immagini

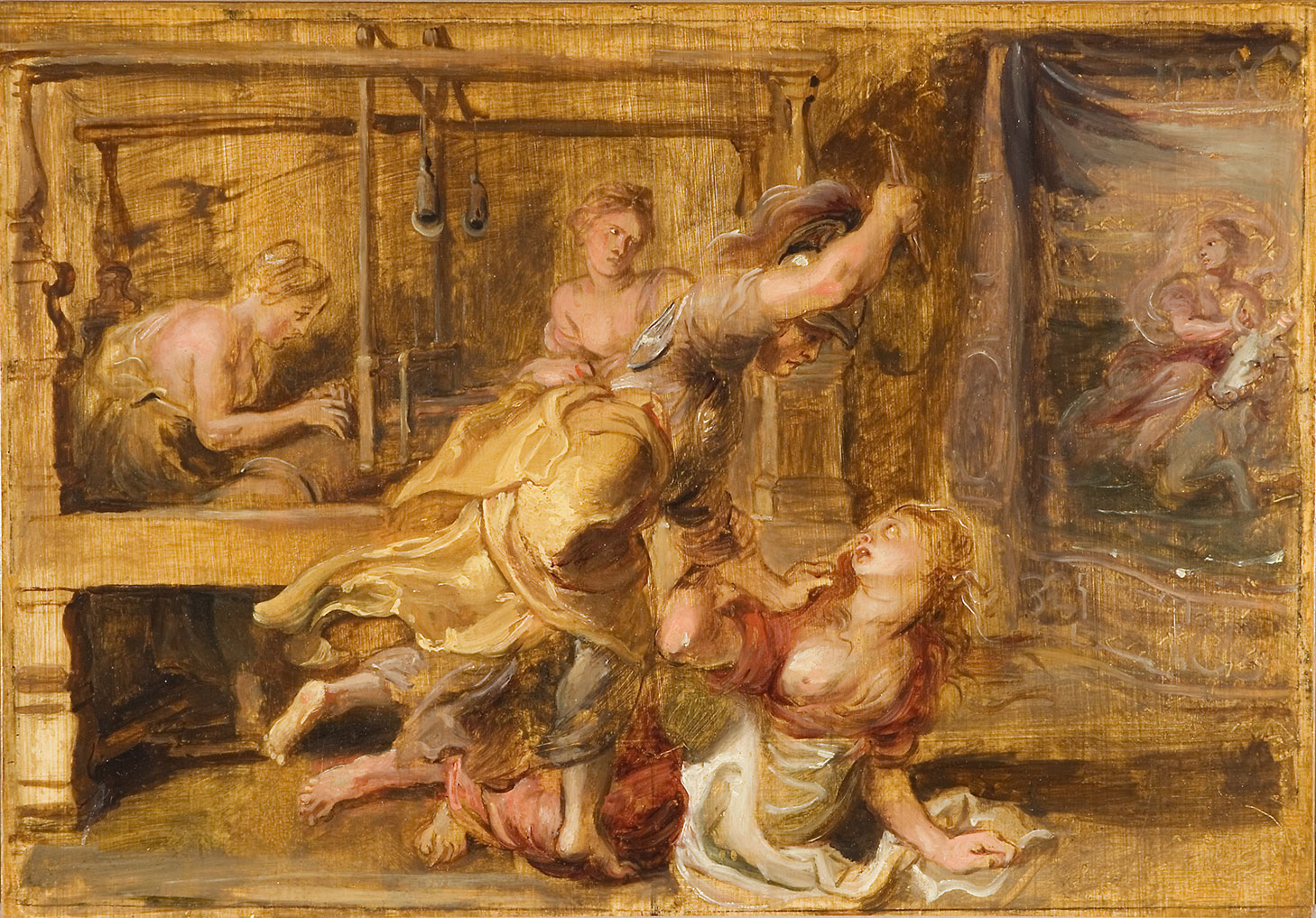
Peter Paul Rubens, studio per Pallade e Aracne, 1636–37
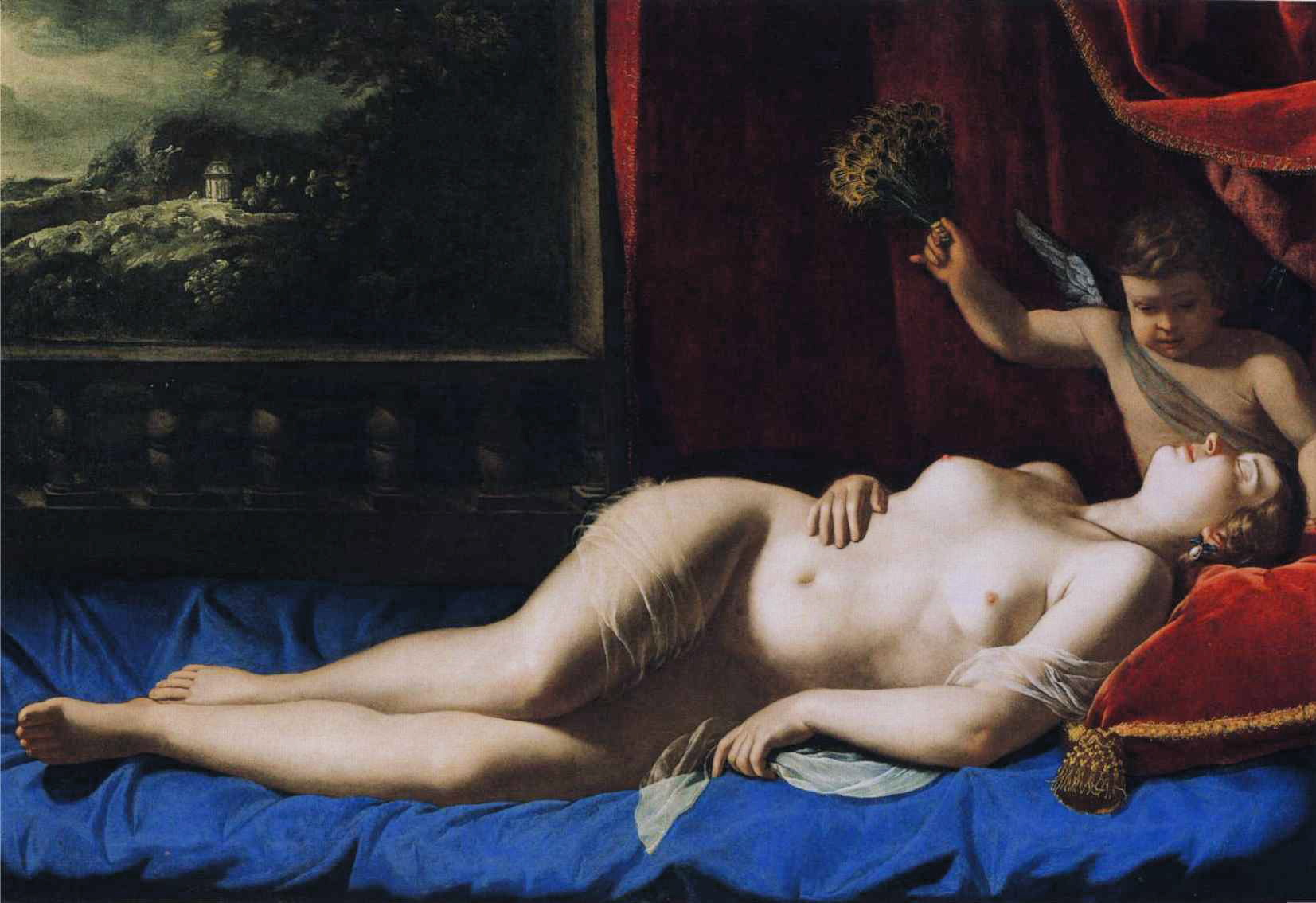
Artemisia Gentileschi, Cupido e Venere
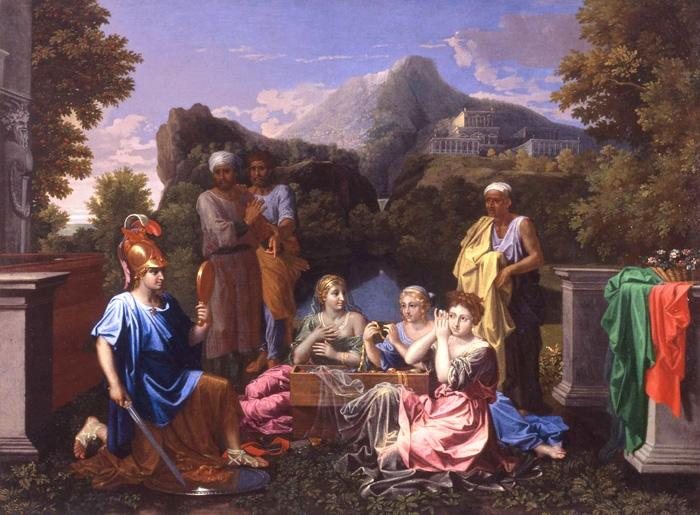
Nicolas Poussin, Achille a Sciro, 1656
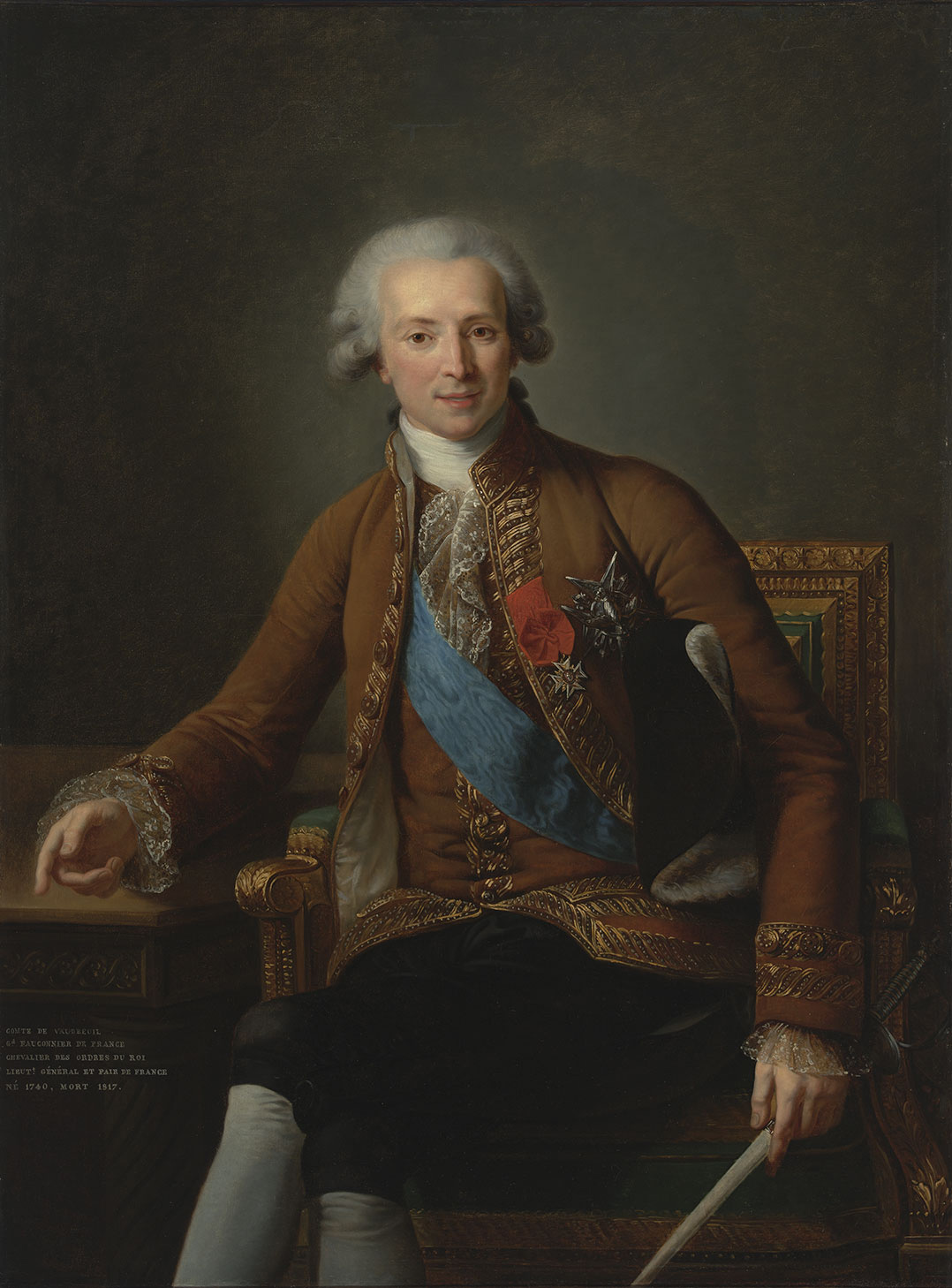
Élisabeth Vigée Le Brun, Ritratto del Conte di Vaudreuil, 1784
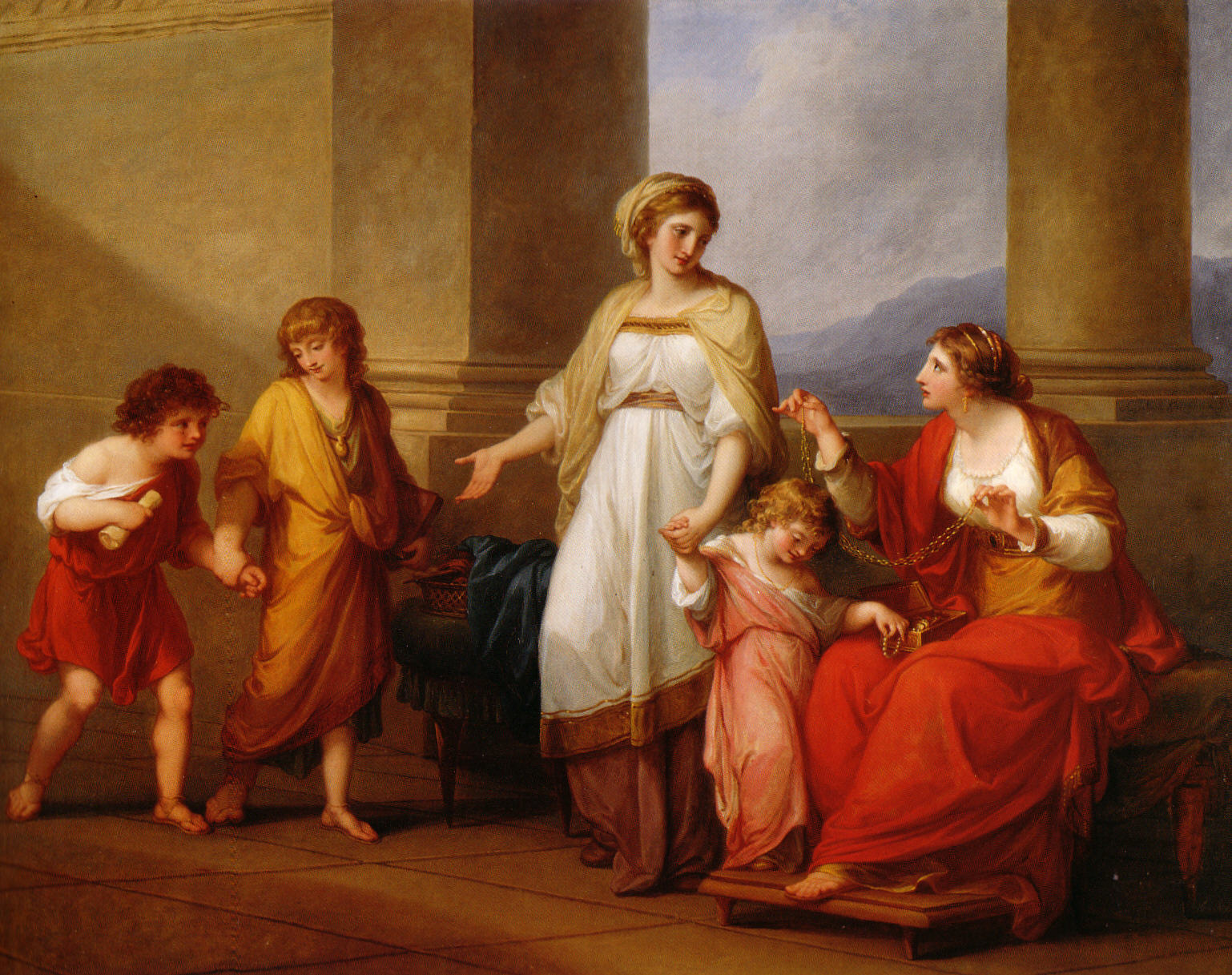
Angelica Kauffmann, Cornelia, Madre dei Gracchi, 1785
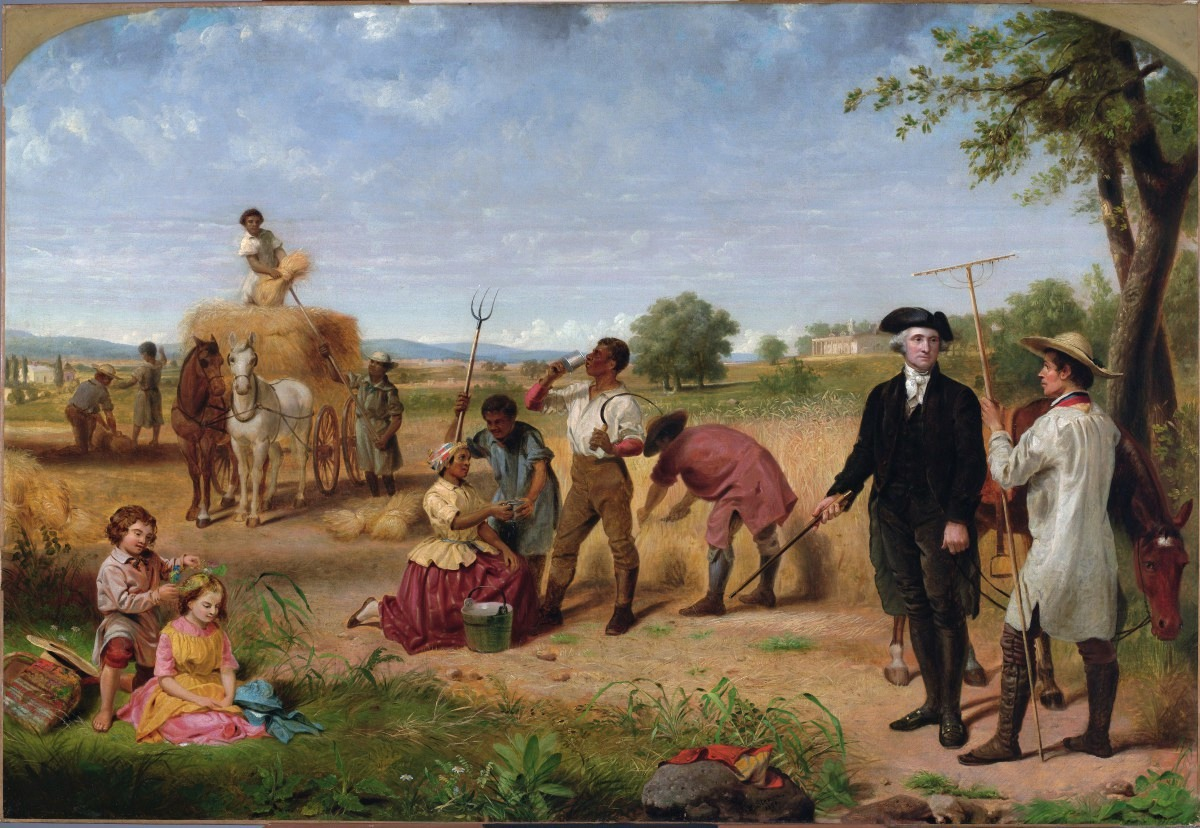
Junius Brutus Stearns, Washington agricoltore a Mount Vernon, 1851
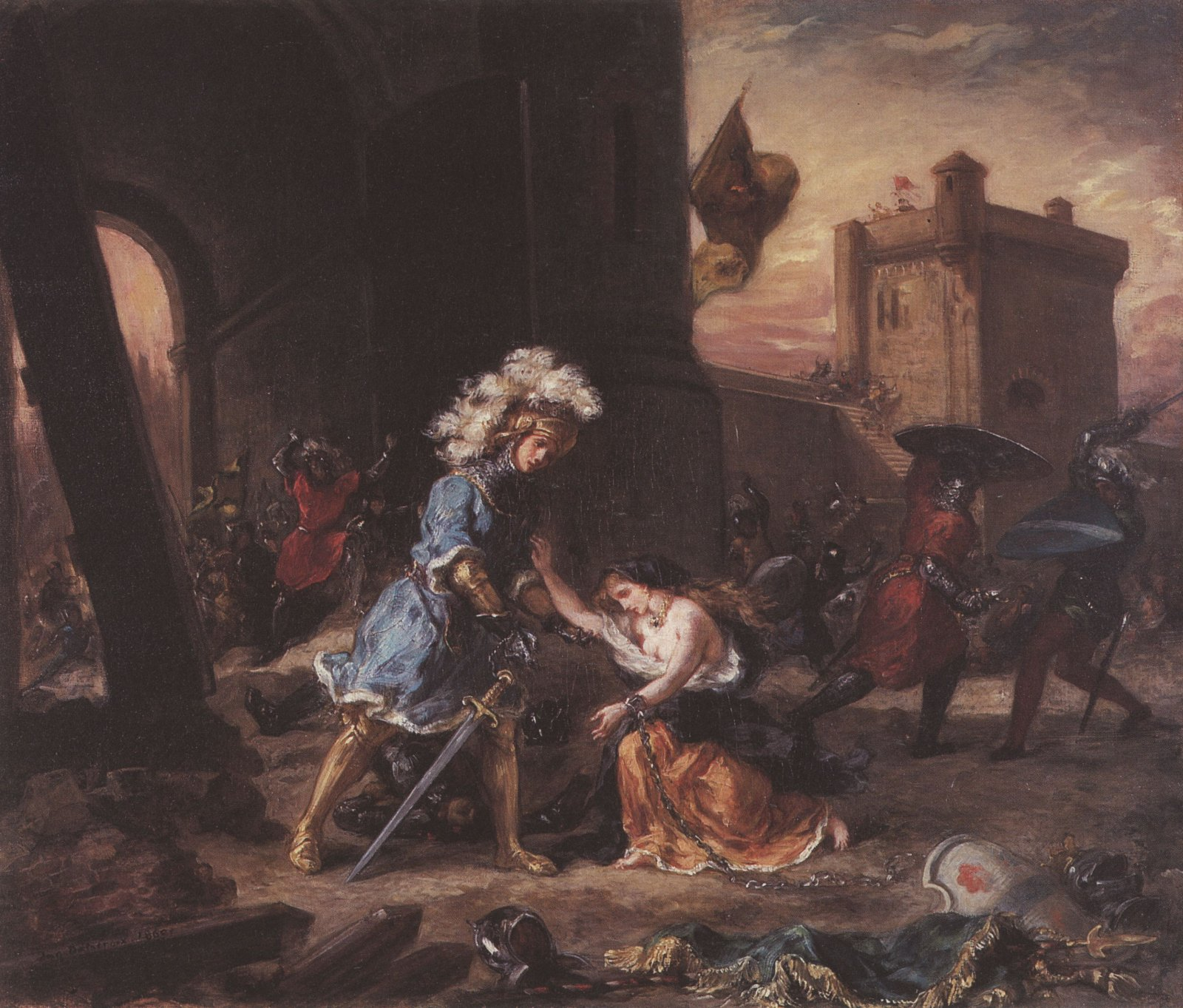
Eugène Delacroix, Amadigi libera la Principessa Olga dal Castello di Galpans, 1860
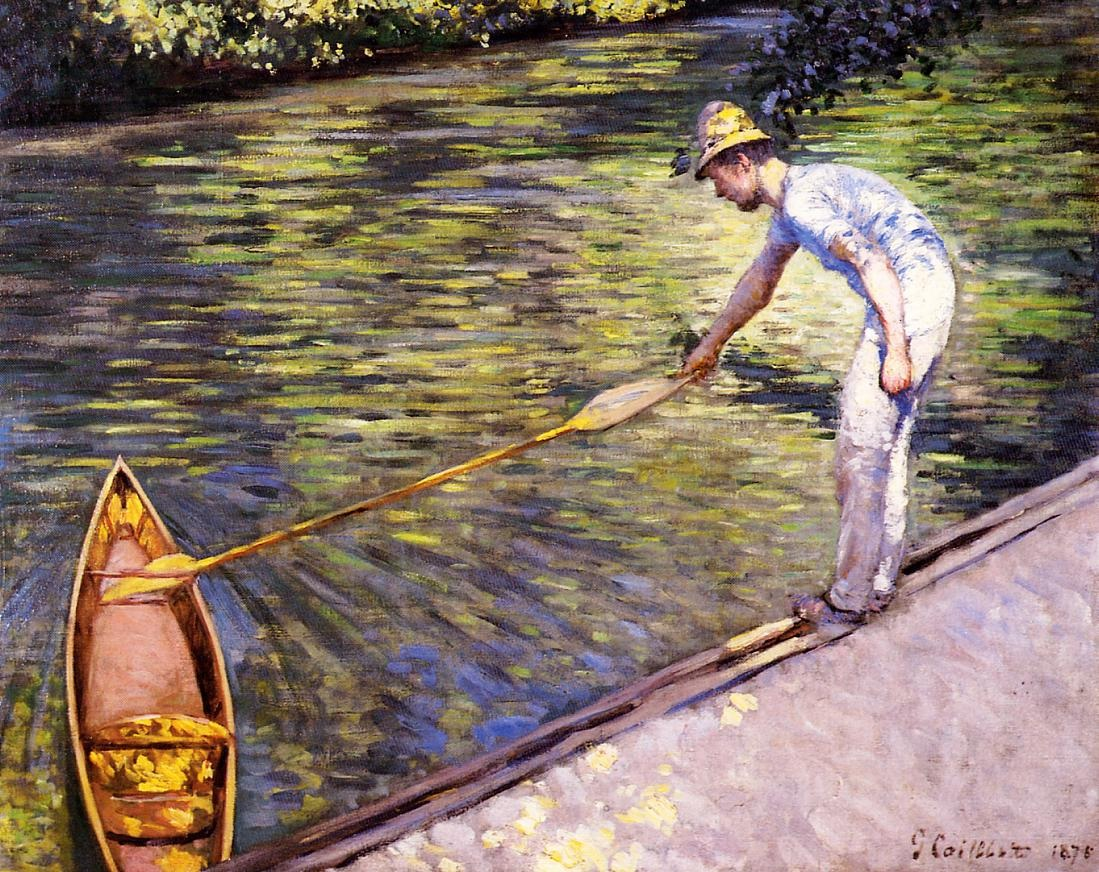
Gustave Caillebotte, Barcaiolo che ormeggia una barchetta, 1878
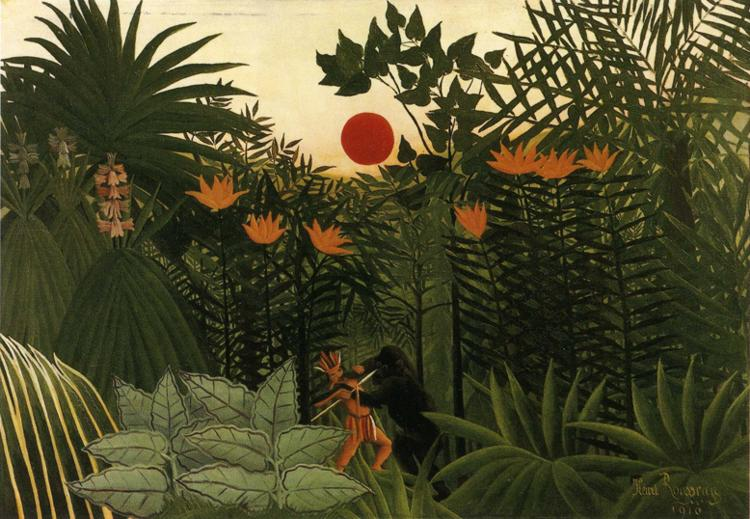
Henri Rousseau, Paesaggio tropicale: indiano americano in lotta con un gorilla, 1910
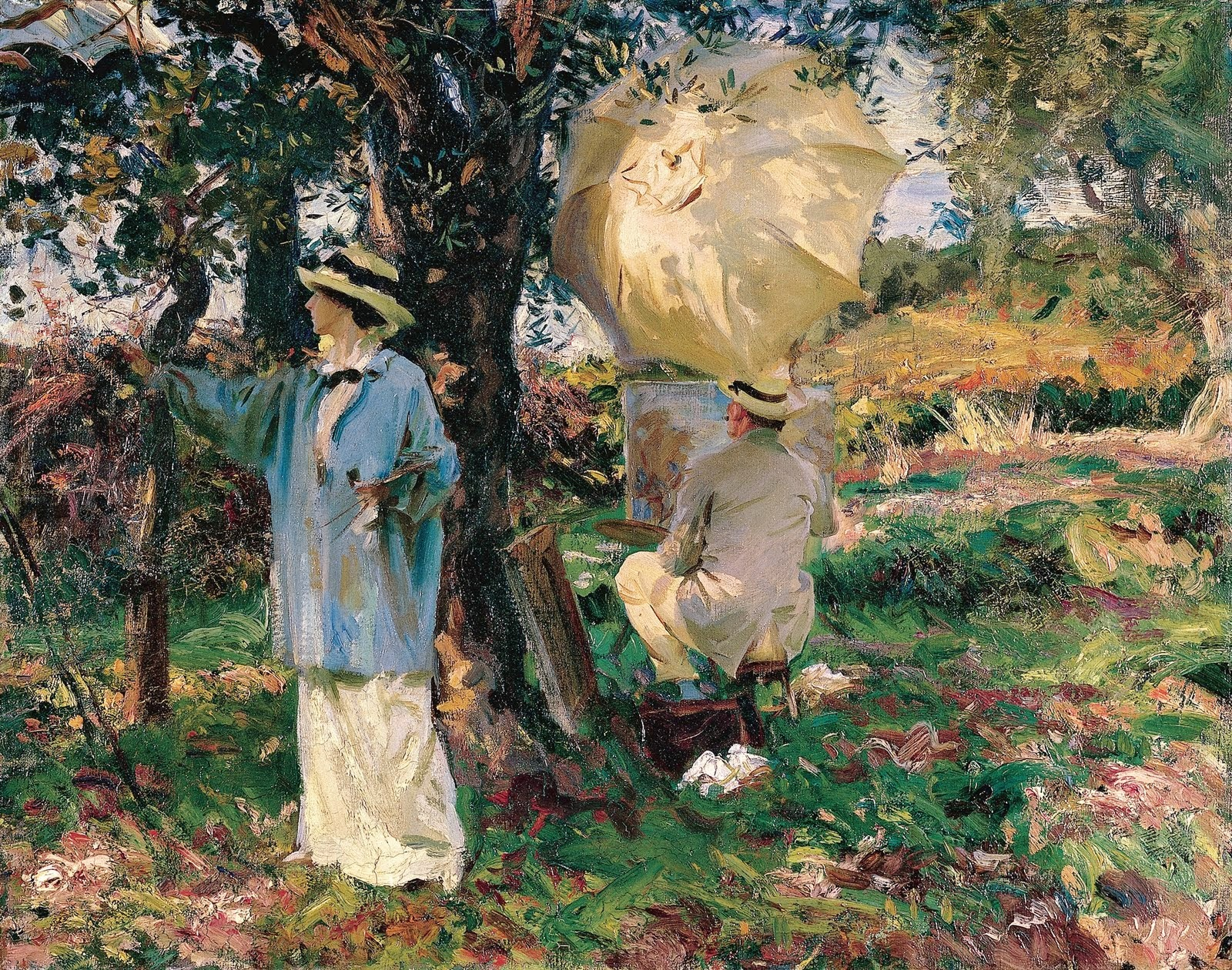
John Singer Sargent, The Sketchers, 1914.